# Ångrarna (film)
Ångrarna, en dokumentärfilm från 2010 i regi av Marcus Lindeen efter dennes pjäs med samma namn. Den vann en Guldbagge för Bästa dokumentär vid Guldbaggegalan 2011.

## Handling
Mikael och Orlando har korrigerat sitt kön (1994 och 1967) och blivit kvinnor, men har ångrat sig och vill bli män igen. De diskuterar sin transition och detransition med varandra.  

## Om filmen
Filmen hade smygpremiär på Göteborgs filmfestival den 31 januari 2010 och officiell Sverigepremiär den 18 mars 2010.

## Medverkande
- Orlando Fagin
- Mikael Johansson

## Utmärkelser
- 2010 – Nordisk Panorama, hedersomnämnande.
- 2010 – Prix Europa, bästa europeiska TV-dokumentär.
- 2011 – Guldbaggegalan, Guldbagge för bästa dokumentärfilm.
- 2011 – Boulder International Film Festival, bästa långa dokumentär.
- 2011 – Eurodok, Eurodokprisen.
- 2011 – The Barcelona International Gay & Lesbian Film Festival, Doc-LGTIB Award.

### Webbkällor
- Ångrarna på Svensk Filmdatabas